# 马卡帕
马卡帕（葡萄牙語：Macapá）是巴西阿马帕州首府，位于阿马帕州东南部，面积6.5平方公里，2018年人口493,634。它位于马拉若岛的西北部，巴西与法属圭亚那的边界以南，靠近大西洋入海口。赤道贯穿城市中部，导致居民称马卡帕为“世界中部之都”。

## 历史
“马卡帕”一词来自图皮语系，意为“有许多棕榈果的地方”。西班牙人弗朗西斯科·德奥雷利亚纳于1544年宣称该地区称为Nueva Andalucía（新安达卢西亚）。这座现代化的城镇始于1738年驻扎在那里的葡萄牙军事分遣队的基地。1758年2月4日，军事长官塞巴斯蒂安·维加·卡布拉尔成立了圣保罗镇。这里的堡垒于1764年首次布局，但由于原住民工人的疾病以及无数黑人奴隶的逃脱，堡垒用了18年才完成，马卡帕于1854年升格为城市。
2001年12月，来自新西兰的国际游艇运动员彼得·布莱克在马卡帕港的探险家海马船上停泊时被谋杀。此事件让原本只是个默默无闻城市的马卡帕，成为当时的关注焦点。

## 地理
马卡帕拥有111公顷的Parazinho生物保护区，该保护区于1985年创建，旨在保护亚马逊河中的一个岛屿。它包含21,676公顷的Rio Curiaú环境保护区，创建于1992年，目的是保护靠近市中心的区域免受城市蔓延的影响，并保护传统居民的文化。它包含于2004年创建的137公顷的Fazendinha环境保护区。
马卡帕由于受热带雨林气候影响，每年平均降雨量2,571.5毫米，从12月至8月的雨季漫长，而剩余三个月的旱季相对较短。但是，即使在旱季也观察到大量降雨，这是这种气候下其他许多地区共有的特征，马卡帕全年平均温度相对稳定。

## 人口
马卡帕大都市区人口为499,166，是巴西北部地区人口第三大的大都市区。 仅这座城市就占阿马帕州人口的60％，占整个巴西北部地区人口的3.50％。 根据2010年人口普查，该市人口397,913人，其中97.92％居住在城市地区，2.08％居住在农村地区。 面积为6,563平方公里（2,534平方英里），马卡帕的人口密度约为每平方公里60.62人。

## 交通

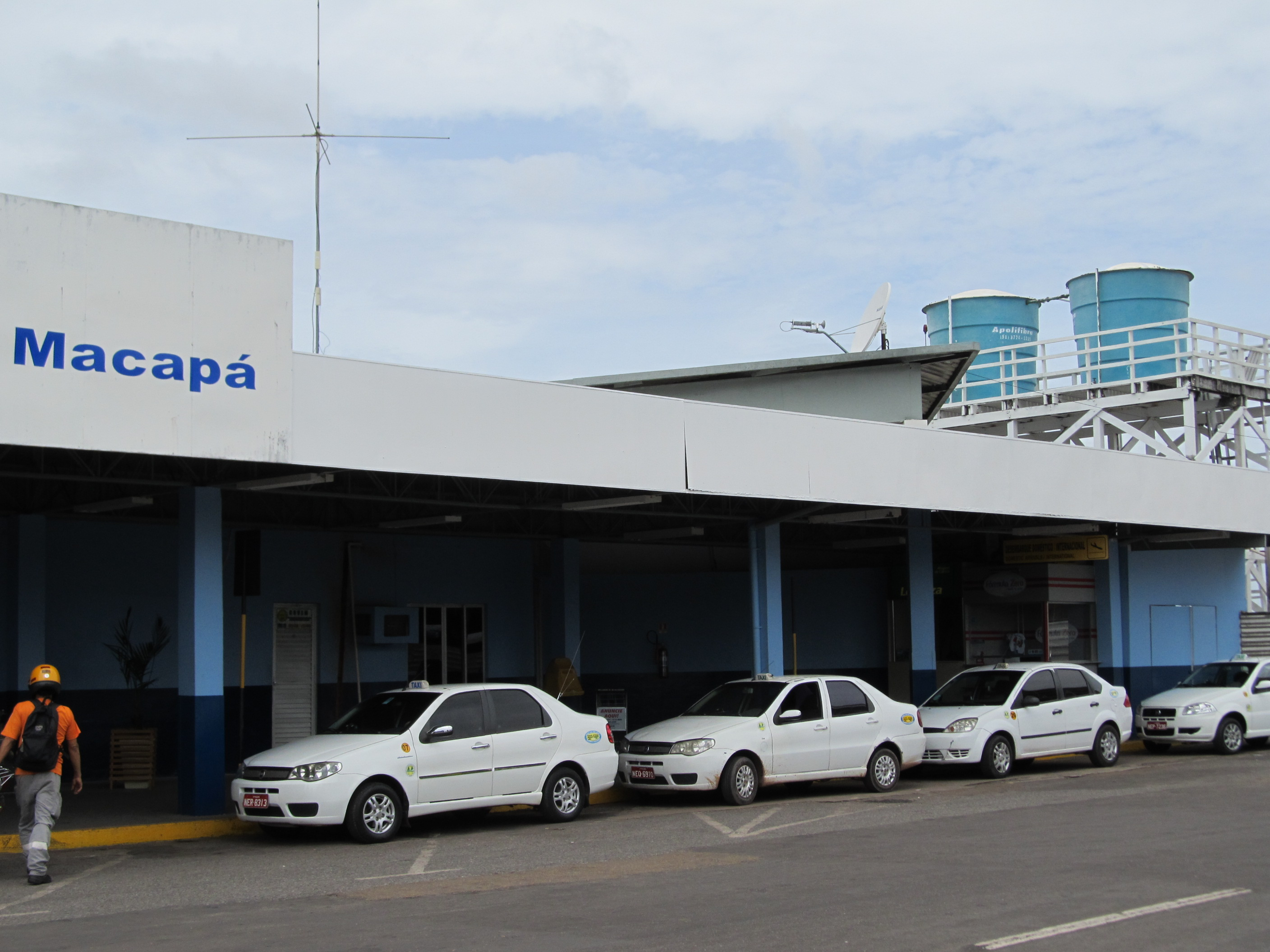
马卡帕国际机场

马卡帕有通往巴西其他城市的几条道路，并且主要通过空运和海运与巴西其他地区相连。马卡帕距贝伦345公里（214英里），但城市被马拉若岛隔开，没有直接的高速公路连接；该城市只能乘船或飞机进入。马卡帕通过巴西联邦高速公路BR-156与法属圭亚那相连，该高速公路穿过亚马逊丛林在城市北部延伸。该市通过以下高速公路与北部地区的其余部分相连：AP-010，将马卡帕与桑塔纳连接到西南；连接到马扎冈的AP-030； BR-156，与马卡帕和拉兰雅尔的南部相连；和AP-330，与北部小镇奥亚波基相连。2017年3月20日，奥亚波基河大桥正式通车，这是第一次通过公路连接巴西和法属圭亚那。
马卡帕国际机场距市中心3公里（1.9英里），是马卡帕和巴西其他城市之间的重要枢纽。商业航班将马卡帕连接到贝伦，巴西利亚，福塔莱萨，累西腓，里约热内卢，萨尔瓦多和圣保罗。该机场的历史可以追溯到第二次世界大战期间美国建立的一个小型空军基地，以确保在南大西洋地区的战略基地。

## 经济

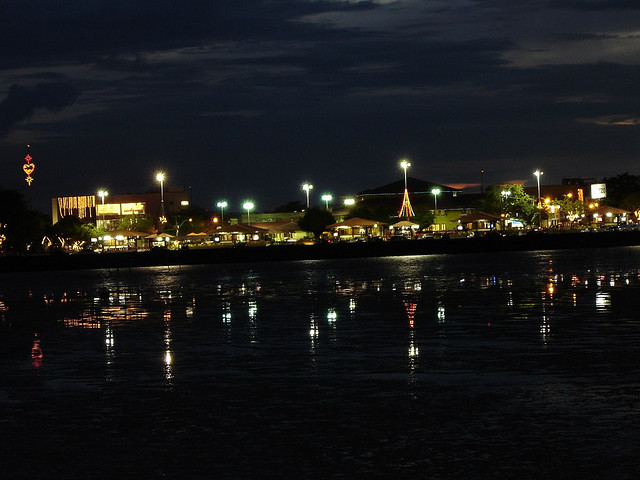
马卡帕夜景

马卡帕是巴西北部的经济中心，阿马帕州的商业中心。该州内部的金，铁，木材，锰，石油和锡矿石通过阿马帕流向邻近沿海港口。
马卡帕也是巴西北部第五大最富有的城市，其国内生产总值达2,826,458,000雷亚尔（2005年）。该市的经济增长率非常高，人均收入为7,950雷亚尔（2005年）。